# Rödjebro
Rödjebro eller Rödje är en by i Huddunge socken, Heby kommun.
Byns namn Rödje är fornsvenska och betyder ungefär röjningen eller nybygget. Byn var förmodligen ganska ny då den omtalas första gången 1376. Den saknas i markgäldsförteckningen 1312 och namnet antyder att det är ett medeltida kolonisationsnamn.
Däremot har människor bott på platsen tidigare, på byns ägor finns bland annat ett fynd av en Tunnackig flintyxa som förmodligen härrör från en hittills oupptäckt trattbägarboplats i närheten.
Den omtalas första gången 1376 då Siggo de Rydio var faster i samband med jordbyte i byn Torp, Nora socken. 1427 var Laurentius de Rydie nämndeman vid Våla häradsrätt.
I de äldsta jordeböckerna 1541 är Rödje ett mantal om 6 öresland, som brukas av en bonde. Under 1600-talet delas jorden, från 1630-talet fanns här två bönder, 1640-talet tre, och på 1650-talet fyra, dessutom en sockenskräddare. På 1680-talet fanns här fem bönder och soldattorp för soldaten Bonde. Fler torp tillkommer senare, men bönderna blir dock aldrig fler än fem. 
Nere vid Huddungeån hade byn redan 1629 i kvarn, och från 1631 även en såg. Tidigare hade här endast funnits ett vadställe över ån, men på 1600-talet byggs en träbro, som på 1700-talet ersattes av en stenbro.
På den här platsen på Rödjes ägor tillkom i mitten av 1800-talet en handelsbod. Samtidigt moderniserades sågen, ett garveri anlades och en rad nya torp tillkom i området, som blev något av ett mindre centrum i Huddunge, vid sidan av Huddungebyn. I början på 1900-talet tillkom en idrottsplats i orten.
Idag har namnet Rödjebro tagit över som huvudbenämning på bebyggelsen i området, även om de flesta på orten fortfarande skiljer mellan Rödje och Rödjebro.